# Arnebia paucisetosa
Arnebia paucisetosa är en strävbladig växtart som beskrevs av A. Li. Arnebia paucisetosa ingår i släktet Arnebia och familjen strävbladiga växter. Inga underarter finns listade i Catalogue of Life.